# Personaggi di Good Omens
Personaggi del romanzo di Buona Apocalisse a tutti! e della miniserie televisiva da esso tratta.

## Angeli

### Azraphel
Azraphel (in originale Aziraphale) è un angelo del Paradiso delegato sulla Terra. Originariamente era il guardiano della porta orientale dell’Eden ed era in possesso di una spada di fuoco che però regalò impietosito ad Adamo ed Eva dopo la loro cacciata dall’Eden. Ha vissuto per 6000 anni sulla Terra, abituandosi allo stile di vita umano e imparando ad apprezzarne alcune caratteristiche come il buon cibo e i libri, stringendo nel corso del tempo un’alleanza sfociata in amicizia con il demone Crowley per aiutarsi reciprocamente nei loro incarichi terrestri. Ha un carattere piuttosto pignolo, nervoso e meticoloso ma buono, nonostante la permanenza sulla Terra gli abbia fatto sviluppare anche una vena di fondo maliziosa. Possiede una preziosa collezione di libri antichi e rari che custodisce in una libreria, dissuadendo qualsiasi acquirente o malavitoso; con l’avvento dell’apocalisse, pur convinto che il Paradiso vincerà la battaglia tra forze del bene e del male, è riluttante all’idea della distruzione della Terra essendosi ormai affezionato alla vita umana e accetta quindi la proposta di Crowley di prevenire l’Armageddon, educando l’anticristo affinché non dimostri una particolare inclinazione né al bene né al male. Quando la sua fazione si dimostra non intenzionata a fermare l’apocalisse in quanto interessata unicamente a vincere la guerra contro Inferno, Azraphel non esita ad intervenire di persona contro il volere degli alleati.
Azraphel è tra i protagonisti di Good Omens, serie tratta dal romanzo. Il personaggio, oltre a essere rappresentato in maniera molto fedele al libro, presenta un notevole approfondimento: in particolare, viene esplorato il suo rapporto con gli altri angeli e alla sua ostinata fedeltà al Paradiso. È anche maggiormente esplorata l’amicizia con Crowley nel corso dei secoli, specialmente le difficoltà incorse a causa della loro appartenenza a fazioni opposte. Inoltre, in questa versione viene rivelato che i due si conobbero per la prima volta quando erano entrambi angeli, poco prima della Creazione. Convinto fermamente della bontà del Paradiso, Azraphel ha per questo una discussione con l’amico e prende momentaneamente le distanze tra lui, salvo poi rendersi conto del disinteresse degli angeli riguardo alla salvaguardia della Terra. Dopo essersi esplicitamente rifiutato di combattere nell’apocalisse, contribuisce assieme a Crowley a fermarla, incoraggiando e appoggiando Adam quando affronta Satana. A causa di ciò, in seguito l’angelo viene rapito e processato per tradimento da parte del Paradiso e condannato a morte tramite il fuoco infernale. Tuttavia, riesce a salvarsi dall’esecuzione essendosi scambiato di corpo con Crowley in precedenza (avendo interpretato correttamente l’ultima profezia di Agnes Nutter che prevedeva quanto sarebbe accaduto). In seguito a ciò, i due amici sono finalmente lasciati liberi dalle rispettive fazioni e possono frequentarsi senza doversi più nascondere. Due anni dopo, Azraphale si trova a dover nascondere l'Arcangelo Gabriele, che è giunto nel suo negozio privo di memoria. Quando quest'ultimo riacquista i suoi ricordi e decide di allontanarsi dal Paradiso per poter stare con Belzebù, il Metatron offre ad Azraphale la possibilità di prendere il posto di Gabriele e l'angelo accetta, nella speranza di poter migliorare le cose e di restituire a Crowley il suo status angelico. Questo lo pone in conflitto con l'amico, il quale non vuole tornare a essere un angelo e cerca di convincerlo a rimanere con lui, baciandolo e rivelandogli i suoi veri sentimenti; Azraphel decide con dolore di accettare l'offerta del Metatron, tornando quindi in Paradiso e separandosi da Crowley.
È interpretato da Michael Sheen e doppiato da Alessio Cigliano.

### Gabriele
L’Arcangelo Gabriele è il leader delle forze del Paradiso. È un superiore di Azraphel e nel libro viene menzionato solo in una circostanza; ha un ruolo decisamente più rilevante nella serie, dove si occupa di supervisionare il lavoro di Azraphel sulla Terra. Ha un carattere apparentemente giocoso e cortese, sebbene nasconda un lato più oscuro. Considera gli esseri umani delle creature semplici e, come il resto delle forze celestiali e infernali, è in trepidante attesa dell’apocalisse per poter decretare un vincitore tra Paradiso e Inferno. Non comprende le abitudini umane acquisite da Azraphel, iniziando a provare forti sospetti di tradimento nei suoi confronti dopo aver scoperto la sua relazione con Crowley. Quando Adam si rifiuta di adempiere al suo ruolo di anticristo, Gabriele si palesa assieme a Belzebù per cercare di convincerlo a scatenare l’apocalisse, ma viene messo a tacere dall’intervento di Azraphel e Crowley che fanno notare come l’evitare l’Armageddon possa far parte del Piano Ineffabile di Dio. Ciononostante, come ripicca, Paradiso e Inferno decidono di far giustiziare Azraphel e Crowley per tradimento, pertanto Gabriele dà l’ordine di rapire l’angelo e portarlo in Paradiso dove viene condannato a bruciare nel fuoco infernale. Azraphel riesce però a salvarsi grazie al precedente scambio di corpi eseguito con Crowley (all’insaputa delle proprie fazioni) portando Gabriel ad accettare di non importunarlo più. Successivamente, viene rivelato che Gabriele ha iniziato una relazione con Belzebù, con il quale si accorda per non scatenare nessun altra Apocalisse in futuro, così da mantenere equilibrio tra Paradiso e Inferno; a causa della sua opposizione, viene privato del suo status di Arcangelo, ma prima che gli venga cancellata la memoria riesce a fuggire sulla Terra, nel negozio di Azraphel. Decide poi di separarsi da Paradiso e Inferno per poter stare con Belzebù. Non è chiaro se entrambi si siano nascosti sulla terra per stare insieme. È interpretato da Jon Hamm e doppiato da Fabrizio Pucci.

### Michele
L’Arcangelo Michele è un angelo del Paradiso, tra i più importanti assieme a Gabriele. Come gli altri angeli, è assente nel romanzo originale mentre compare nella serie televisiva. Di carattere bellicoso e sospettoso, non si fida di Azraphel, ritenendo che si sia adattato eccessivamente alla vita sulla Terra. Assieme a Uriele e Sandalphon arriva ad aggredire e minacciare Azraphel per costringerlo a scegliere da che parte schierarsi; sarà tale comportamento a far realizzare ad Azraphel che in realtà gli angeli non sono tutti portati a fare del bene come credeva. Successivamente, quando Azraphel e Crowley vengono condannati a essere giustiziati per tradimento (avendo contribuito a fermare l’apocalisse), Michele è incaricato di portare all’Inferno l’acqua santa necessaria per l’esecuzione di Crowley; i due riescono però a salvarsi grazie a uno scambio di corpi. Sembra essere l’unico angelo ad avere un qualche contatto con l’Inferno, scambiandosi segretamente informazioni con il Duca Infernale Ligur (sebbene, a seconda delle parole di Gabriele, dovrebbe essere vietato); è anche colui che mette nei guai Azraphel e Crowley con le rispettive fazioni, poiché scopre e rivela al Paradiso e all’Inferno la loro amicizia. Nella seconda stagione, sostituisce temporaneamente Gabriele come Arcangelo supremo e indaga sulla sua scomparsa dal Paradiso.
È interpretato da Doon Mackichan.

### Sandalphon
Sandalphon è un angelo del Paradiso; come gli altri angeli, non compare nel romanzo originale mentre è presente nella serie televisiva. Ha partecipato, in passato, agli eventi di Gomorra e Sodoma e sembra avere una certa conoscenza degli usi e costumi umani, seppur in maniera molto limitata. Principalmente accompagna Gabriele come una scorta e viene spesso utilizzato come scagnozzo dallo stesso Gabriele o Michele, come per minacciare Azraphel o rapirlo. Assiste all’esecuzione di Azraphel, alla quale l’angelo riesce a scampare scambiandosi di corpo con Crowley.
È interpretato da Paul Chahidi.

### Uriele
Uriele è un Arcangelo del Paradiso, assente nel romanzo originale e presente nella serie televisiva. È tra gli angeli più importanti ma appare in misura minore, principalmente assieme a Michele e Sandalphon. Come i compagni celesti non si fida di Azraphel, ritenendo sia rimasto troppo a lungo sulla Terra; quando viene scoperta la sua amicizia con il demone Crowley, Uriele accompagna Michele e Sandalphon per aggredirlo e minacciarlo al fine di obbligarlo a scegliere da che parte schierarsi. Successivamente, è incaricato di rapire Azraphel assieme a Sandalphon per poter giustiziare l’angelo come ripicca per aver contribuito a fermare l’apocalisse e assiste alla sua esecuzione, alla quale l'angelo riesce però a scampare scambiandosi di corpo con Crowley. Nella seconda stagione, assiste Michele e Saraquael nella ricerca di Gabriele.
È interpretato da Gloria Obianyo.

### Muriel
Muriel è un angelo di carattere estremamente buono e ingenuo, che ha passato millenni a lavorare negli archivi del Paradiso; viene inviato sulla Terra per investigare sulla scomparsa di Gabriele. Successivamente, viene incaricato di gestire la libreria di Azraphel quando quest'ultimo torna in Paradiso per occupare il ruolo di Gabriele.
È interpretato da Quelin Sepulveda.

### Saraquael
Un angelo ambizioso e attento ai dettagli che investiga sulla scomparsa di Gabriele. Conosceva Crowley da prima della sua Caduta.
È interpretato da Liz Carr.

### Angelo Quartiermastro
Un angelo del Paradiso, è tra gli ufficiali della battaglia finale tra Paradiso e Inferno, nonché addetto all’archiviazione degli strumenti angelici. È presente solo nella serie televisiva (come gran parte degli altri angeli), dove accoglie Azraphel dopo la sua discorporazione, infuriandosi con lui per aver perso il suo corpo umano e la spada di fuoco e intimandogli di prendere posizione a capo del suo plotone per prepararsi alla guerra; tuttavia, Azraphel si rifiuta e fa ritorno sulla Terra seppur privo di corpo per cercare di fermare l’apocalisse.
Interpretato da Jonathan Aris e doppiato da Simone D'Andrea.

## Demoni

### Crowley
Crowley è un demone dell’Inferno; in passato è stato un angelo, salvo poi cadere con gli altri ribelli dopo essersi unito a Lucifero nella rivolta contro Dio. Contrariamente ai suoi compagni infernali, Crowley sembra rimpiangere questa scelta, sostenendo di aver solo frequentato le “persone sbagliate”. In seguito è diventato un serpente con il nome di Crawly (“strisciante” in inglese) ed è stato colui a indurre in tentazione Adamo ed Eva spingendoli a mangiare la mela dall’albero del bene e del male, nonostante resti sorpreso dalla loro cacciata dall’Eden ritenendola una reazione eccessiva per la loro prima violazione. Resta confuso che l'albero proibito, stesse al centro dell'eden, sostenendo che se davvero Adamo ed Eva non avrebbero dovuto mangiare i suoi frutti, sarebbe stato meglio che l'albero, stesse sulla cima di un monte o sulla luna, per evitare ogni problema. Crowley arriva a ipotizzare che lui, insieme ad Azraphel abbiano fatto senza volerlo cose opposte alla loro natura: Crowley ha fatto la cosa giusta, spingendo Adamo ed Eva a mangiare i frutti dell'albero. Azraphel ha fatto qualcosa di sbagliato regalando la sua spada di fuoco per permettere a loro di proteggersi fuori dal giardino dell'Eden. Diventa un delegato dell’Inferno sulla Terra, facendo conoscenza con l’angelo Azraphel che diventa suo collaboratore e amico nei millenni successivi. Nel suo aspetto umano appare come un giovane uomo dalle guance spigolose e capelli neri; tuttavia conserva alcuni tratti serpentini come occhi gialli a fessura (che cela costantemente dietro occhiali da sole scuri) e una tendenza a sibilare quando è nervoso o agitato. Nonostante l’aspetto provocante, spesso mostra profonde insicurezze; la permanenza sulla Terra ha attutito la sua natura demoniaca, nonostante non si ritenga “libero” come gli umani nel fare le proprie scelte. Vive in un lussuoso appartamento dall’aspetto nuovo e moderno pieno di piante che terrorizza. Ha inoltre sviluppato l’abitudine di dormire pur non avendone realmente bisogno (ad esempio, dormendo per tutto l’odiato XIV secolo). Possiede una preziosa Bentley d’epoca che guida in maniera spericolata e incantata affinché riproduca esclusivamente musica del suo amato gruppo Queen, le cui canzoni sono spesso correlate alla situazione del momento. Durante la storia si mette nei guai con la propria fazione a causa del suo fallimento nel piano dell’apocalisse, ciononostante decide comunque di tentare di fermare l’Armageddon. Al contrario degli altri demoni, possiede la capacità dell’immaginazione e, pur adottando un comportamento cinico, sa anche essere ottimista.
Crowley è tra i principali protagonisti della serie televisiva Good Omens. Tale versione, pur essendo perlopiù fedele al romanzo, presenta alcune differenze: i suoi capelli sono rossi, con un taglio che varia a seconda dell'epoca storica. Da angelo, ha partecipato alla creazione del cosmo. È approfondito notevolmente il suo rapporto con Azraphel, con un rimarco all’affetto che prova per lui. I due si sono incontrati da prima della Creazione, quando Crowley era ancora un angelo; è sottinteso che ricoprisse un ruolo molto importante in Paradiso, e che potesse essere un Arcangelo. Quando l’apocalisse sembra ormai inevitabile, il demone arriva a prendere in considerazione l’idea di scappare su una qualche costellazione per sfuggire alle ripercussioni della propria fazione, cercando di convincere Azraphel a seguirlo per poter essere liberamente amici; si dispera notevolmente alla sua temporanea discorporazione, poiché si convince che qualcuno abbia ucciso il suo amico. Detesta essere definito “buono”, sebbene nel corso della storia impari ad accettare il fatto di essere diverso e migliore dai suoi compagni demoni. In questa versione, dopo lo scongiurarsi dell’Armageddon, Crowley è rapito dalla sua fazione per essere processato per i suoi crimini (l’uccisione di Ligur e l’impedimento dell’Apocalisse), ma si salva essendosi scambiato di corpo con Azraphel in precedenza. In seguito a ciò, i due sono liberi di frequentarsi senza doversi più preoccupare delle proprie fazioni. Con l'arrivo dell'amnesico Gabriele sulla Terra, inizialmente Crowley è restio ad aiutarlo per il suo tentativo di uccidere Azraphel, ma accetta poi di tenerlo nascosto e di scoprire come sia finito in tali condizioni. Dopo l'allontanamento di Gabriel e Belzebù, su incoraggiamento di Maggie e Nina, Crowley cerca di esporre ad Azraphel i suoi veri sentimenti per lui, ma l'angelo gli rivela che il Metatron gli ha offerto la possibilità di ricoprire il ruolo di Gabriele e di far tornare Crowley un angelo. Crowley si oppone nettamente e bacia Azraphel per mostrargli ciò che prova davvero per lui, senza successo, pertanto Azraphel torna in Paradiso.
È interpretato da David Tennant e doppiato da Christian Iansante.

### Hastur
Hastur è un Duca infernale e angelo caduto. Ha un ruolo di spicco all’Inferno ed è sempre visto in compagnia di Ligur; prova una forte avversione per Crowley e non si fida di lui, ritenendo sia rimasto troppo a lungo sulla Terra. Insieme a Ligur consegna al demone l’anticristo incaricandolo di portarlo sulla Terra, sebbene, a causa di un errore, il figlio di Satana viene consegnato alla coppia di umani sbagliata a insaputa di tutti. Secondo la descrizione di Crowley, Hastur è malvagio e perverso e prova estrema gioia nel commettere atti crudeli, tanto da definirlo “scambiabile per un essere umano”. Quando si scopre l’errore di Crowley, Hastur è incaricato assieme a Ligur di andare a prenderlo per condannarlo alla tortura eterna, ma il demone riesce a salvarsi sciogliendo Ligur con l’acqua santa e intrappolando con uno stratagemma Hastur nella sua segreteria telefonica. Successivamente, Hastur si libera uccidendo la segreteria del call center che aveva chiamato accidentalmente quel numero, assieme ai colleghi che divora trasformandosi in larve.
Hastur ha un ruolo più rilevante nella serie televisiva tratta dal romanzo; lui e Ligur iniziano a sospettare di Crowley dopo aver scoperto tramite l’arcangelo Michele la sua amicizia con Azraphel. Spesso è incaricato di consegnare messaggi dall’Inferno a Crowley. Successivamente rapisce il demone per portarlo a processo all’Inferno, testimoniando contro di lui. Crowley sopravvive all’esecuzione essendosi scambiato di corpo con Azraphel e ottiene dall’Inferno la promessa di essere lasciato in pace, seppur con grande rabbia e riluttanza di Hastur.
È interpretato da Ned Dennehy e doppiato da Franco Mannella.

### Ligur
Ligur è un duca infernale e angelo caduto. È sempre visto in compagnia di Hastur e, come lui, non si fida di Crowley per le usanze terrestri che ha adottato. Assieme ad Hastur è l’incaricato a consegnare a Crowley l’anticristo per portarlo sulla Terra e dare inizio all’apocalisse, sebbene il piano vada storto a causa di un errore nello scambio dei bambini. A detta di Crowley, Ligur è estremamente malvagio e perverso e prova piacere nel commettere crudeltà; quando si scopre la perdita dell’anticristo, Ligur va con Hastur a prelevare Crowley per sottoporlo alla dannazione eterna come punizione, ma il demone riesce a salvarsi preparando una trappola con un secchio di acqua santa che si riversa su Ligur, uccidendolo all’istante (essendo l’acqua santa ciò di più letale per un demone).
Ligur ha un ruolo più rilevante nella serie televisiva di Good Omens, tratta dal romanzo; è l’informatore segreto dell’Inferno dell’arcangelo Michele, dal quale viene a sapere dell’alleanza tra Crowley e l’angelo Azraphel, aumentando l’astio suo e di Hastur verso il demone. Quando Crowley viene portato a processo dopo aver impedito l’Armageddon, oltre a quest’ultimo atto viene giudicato anche per l’uccisione di Ligur, testimoniata da Hastur, e condannato a morte tramite l’acqua santa; tuttavia, Crowley scampa all’esecuzione scambiandosi di nascosto corpo con Azraphel.
È interpretato da Ariyon Bakare e doppiato da Pino Insegno.

### Belzebù
Belzebù è il portavoce di Satana sulla Terra; è descritto come un’entità simile al Metatron, ma avvolto da fiamme sanguigne; è il superiore di Crowley, e il demone ne è parecchio intimidito. Appare assieme al Metatron per cercare di convincere Adam a scatenare l’apocalisse, nonostante il bambino si rifiuti, finché non viene messo a tacere dall’intervento di Azraphel e Crowley che fanno notare come tutto questo possa far parte del piano ineffabile di Dio. Nonostante ciò, Belzebù informa Satana della ribellione di suo figlio con la speranza che lo punisca, sebbene Adam riesca a impedire al padre di palesarsi.
Nella serie televisiva tratta dal libro, Belzebù appare maggiormente. Si tratta del leader delle forze infernali (una sorta di controparte infernale di Gabriele) e ha un aspetto più umanizzato, soprattutto quando si palesa sulla Terra per parlare con Adam. Spesso riceve Crowley in presenza di altri demoni per essere informato del suo operato e il demone, pur dimostrandosi referenziale nei suoi confronti, non sembra averne paura come nel libro. Dopo l’impedimento dell’Armageddon, cerca di giustiziare Crowley con un processo per tradimento, ma lui riesce a scamparlo scambiandosi di corpo con Azraphel, sopravvivendo quindi al bagno dell’acqua santa progettato per ucciderlo. Belzebù accetterà in seguito a ciò di lasciarlo in pace sulla Terra per timore che il suo comportamento ribelle possa influenzare gli altri demoni, spingendoli a rivoltarsi. Nella seconda stagione, si scopre che lui e Gabriele si sono accordati per non far scatenare una nuova Apocalisse, così da mantenere equilibrio tra Paradiso e Inferno, e hanno stretto una relazione; dopo essere scoperti, decidono di andarsene nello spazio, separandosi dalle proprie fazioni per stare insieme.
È interpretato da Anna Maxwell Martin (prima stagione) e da Shelley Conn (seconda stagione) e doppiato da Paola Majano.

### Dagon
Dagon è un demone dell’Inferno, definito anche Signore degli schedari, Principe della pazzia e vice-duca del settimo girone. Si occupa di informare Crowley di alcuni messaggi dell’Inferno, come per la consegna del Segugio Infernale all’anticristo. Nel corso della storia il demone viene spesso contattato dai suoi superiori, ma non è specificato se l’interlocutore sia sempre Dagon o vari di volta in volta.
Nella serie televisiva Dagon è il braccio destro di Belzebù, assistendolo quando sta per scatenarsi l’apocalisse nel marciare in guerra contro gli angeli del Paradiso. Comunica con Crowley per chiedergli se il Segugio Infernale sia stato consegnato all’Anticristo, per il resto il demone riceve i messaggi dall’Inferno principalmente da Hastur e Ligur. Partecipa al processo di Crowley e alla sua esecuzione, sebbene il demone la scampi scambiandosi di corpo con Azraphel. Successivamente, assiste all'allontanamento di Gabriele e Belzebù.
È interpretato da Elizabeth Berrington mentre, nella prima puntata, la sua voce registrata è di Nicholas Parsons.

### Shax
Una demone dell'inferno che viene inviata come delegata sulla Terra come sostituta di Crowley dopo la defezione di quest'ultimo. Estremamente ambiziosa, cerca in tutti i modi di catturare Gabriele dopo la sua scomparsa nella speranza di ottenere una promozione. Guida pertanto un attacco alla libreria di Azraphale, ma viene sconfitta quando l'angelo usa la sua aureola per contrastare tutti i demoni. Con l'allontanamento di Belzebù, spera di riuscire ad approfittarne per guadagnare una promozione.
È interpretata da Miranda Richardson.

### Eric
Eric (accreditato come Demone Junior) è un giovane demone dell’Inferno. Ha l’aspetto di un ragazzo nero con occhi truccati e uno strano taglio di capelli che richiamano delle orecchie o delle corna. Viene usato come cavia o lacchè da demoni più potenti come Hastur, Ligur e Shax, venendo puntualmente ucciso da loro ogni volta che li irrita; riesce di volta in volta a rigenerarsi e a clonarsi in più soggetti. È l’incaricato di andare in Paradiso a consegnare il fuoco infernale necessario agli angeli per giustiziare Azraphel e fa parte del gruppo di demoni guidato da Shax per prendere d'assalto la libreria di Azraphel. Sembra avere una certa conoscenza del mondo umano moderno, al contrario della maggior parte degli altri demoni.

### Furfur
Un funzionario dell'Inferno collega di Shax; negli Anni Quaranta, sospettando di un rapporto di amicizia tra Azraphel e Crowley, invia tre nazisti defunti a investigare su di loro. Riesce a ottenere le prove necessarie, ma Azraphel le recupera all'ultimo. Successivamente, Furfur e Shax pianificano di approfittare dell'allontanamento di Belzebù per ottenere potere all'Inferno.

### Demone Usciere
Un demone dall’aspetto piccolo e deforme che sembra addetto agli annunci nell’Inferno. Partecipa al processo di tradimento contro Crowley e viene ucciso senza alcun vero movente per ordine di Belzebù da Hastur, che lo getta nella vasca di acqua santa preparata per l’esecuzione di Crowley per assicurarsi funzioni. È doppiato da Andy Hamilton.

## Umani

### Adam Young
Adam Young è l’anticristo, figlio di Satana inviato sulla Terra con lo scopo di scatenare l’apocalisse e la distruzione del mondo raggiunti gli undici anni. Viene affidato a Crowley per essere scambiato con il figlio neonato dell’ambasciatore americano, ma per un errore viene consegnato agli Young, una comune coppia inglese. Pertanto il bambino cresce abbandonato dalle forze del Paradiso e dell’Inferno senza ricevere un’educazione particolarmente volta né al bene né al male. Diventa un ragazzino di estrema bellezza, tanto da essere paragonato a un dio greco non ancora adolescente o a una statua di Michelangelo. Dotato di grande carisma e immaginazione, crea una banda chiamata “i Quelli” composta dai tre amici Pepper, Brian e Wensleydale con i quali passa le sue giornate giocando e divertendosi. Compiuti gli undici anni, riceve come previsto un segugio infernale che dovrebbe proteggerlo dai pericoli, che assume però l’aspetto di un innocuo cagnolino di nome Dog adeguandosi alle aspettative del bambino. Stringe amicizia con Anatema Device, appena trasferita in città, ricevendo da lei alcune riviste che lo portano a riflettere su come il mondo sia ormai in rovina a causa degli esseri umani, risvegliando gradualmente i suoi poteri da Anticristo che lo portano a sentire delle voci malvagie. I propositi di Adam di ricostruire il mondo vengono cancellati quando si accorge di stare spaventando i suoi amici obbligandoli a compiere azioni contro la loro volontà, pertanto si dirige alla base militare assieme a loro per incontrarsi con i Quattro Cavalieri dell’Apocalisse e scongiurare la fine del mondo. I suoi amici sconfiggono i cavalieri, mentre il ragazzino rifiuta, davanti alle forze celesti e infernali, di obbedire alla sua missione e distruggere la Terra. Successivamente impedisce al suo padre biologico, Satana, di palesarsi e viene messo in punizione dal signor Young. Alla fine della storia scopre di possedere ancora alcuni poteri, con i quali riesce ad uscire dal cortile per poter correre a giocare liberamente con Dog. Il suo nome, suggerito da Suor Maria Loquace, deriva da quello di Adamo, il primo essere umano.
Nella serie Adam viene rappresentato in modo piuttosto fedele. In questa versione Satana, suo padre, riesce a palesarsi dopo essere stato informato dall'Inferno della ribellione del figlio e il ragazzino lo sconfigge rinnegandolo con l’incoraggiamento di Azraphel e Crowley.
È interpretato da Sam Taylor Buck e doppiato da Lucrezia Marricchi.

### Anatema Device
Anatema Device è un’occultista e strega del XXI secolo, che risiede nel Lancashire. Discende dalla celeberrima Agnes Nutter, autentica strega arsa al rogo nel XVII secolo, autrice del libro Le Belle e Accurate Profezie di Agnes Nutter. Anatema è stata educata fin da piccola a imparare e comprendere le profezie dell’antenata, che ha predetto sarebbe stata destinata a salvare il mondo dall’apocalisse. Viene descritta come una ragazza pallida e radiosa, con capelli e occhi neri; l’aggettivo che più le si addice è “attraente” dato che ha un viso dai tratti singoli piuttosto graziosi ma che, nel complesso, sembrano “assemblati in tutta fretta, come pezzi presi a caso, senza istruzione”. Ha anche un carattere freddo, determinato e deciso; pur essendo una strega non crede molto in amuleti magici o incantesimi, preferendo ricorrere all’astuzia. Si impegna a cercare di rintracciare l’anticristo dopo essersi trasferita a Jasmine Cottage, a Tadfield, e finisce per fare amicizia con Adam Young e i Quelli, ignorando ovviamente la vera identità del ragazzino. Sarà proprio lei a consegnare ad Adam alcune riviste scientifiche che inizieranno a dare il via alle sue idee di cambiare il mondo con i suoi poteri. Grazie alle sue profezie riesce a prevedere la maggioranza degli eventi che accadono, tra cui il suo incontro con Newton Pulsifer con il quale inizia una relazione. I due contribuiranno a fermare l’apocalisse, dirigendosi alla base aerea militare dove disattivano i computer maneggiati dai Quattro Cavalieri dell’Apocalisse giusto prima che possano scatenare una guerra nucleare. Adempiuto al compito assegnato dall’antenata, Anatema rimane assieme a Newt (che pare diventerà suo marito), finché non riceve per posta un seguito del libro di profezie di Agnes; decide comunque, appoggiata da Newt, di bruciarlo per poter vivere la propria vita liberamente senza dover seguire il destino dettatole dall’antenata.
Il personaggio compare nella serie televisiva, rappresentato in maniera piuttosto fedele al romanzo; l’unica differenza degna di nota è che in questa versione è americana e discende da Agnes per via femminile, da parte della figlia della strega, piuttosto che per via maschile.
È interpretata da Adria Arjona e doppiata da Federica De Bortoli.

### Newton Pulsifer
Newton Pulsifer è un giovane impiegato. Discende da Colui – Che – Non – Commette – Adulterio – Pulsifer, cacciatore di streghe che bruciò al rogo Agnes Nutter. È di carattere timido, mite e impacciato, con un aspetto non particolarmente attraente alto, magro, dinoccolato, scuro di capelli e piuttosto malvestito, e ha la tendenza a mettersi calze bucate di colore diverso. Desidera diventare un ingegnere informatico, sebbene abbia la capacità di danneggiare qualsiasi computer su cui mette le mani, anche solo per accenderli o staccare la spina. Si arruola per caso nell’esercito di cacciatori di streghe del Sergente Shadwell, venendo inviato a Tadfield per investigare sui presunti fenomeni paranormali che si stanno svolgendo sul posto. In tal modo adempie senza saperlo alla profezia di Agnes Nutter che lo porta a essere invischiato in un incidente e soccorso da Anatema Device, la quale richiede il suo aiuto per scongiurare l’apocalisse. Sempre come predetto da Agnes Nutter, nel corso d’opera i due hanno un rapporto e si innamorano l’uno dell’altra; in seguito contribuisce con Anatema a fermare la guerra nucleare architettata dai quattro Cavalieri dell’Apocalisse, danneggiando i computer situati nella base militare. Dopo l’accaduto resta insieme ad Anatema e, quando la ragazza riceve per posta un seguito del libro di profezie della sua antenata, appoggia e sostiene la sua decisione di bruciarlo per non dover più passare la sua vita legata alla realizzazione di profezie ma per essere finalmente se stessa liberamente.
Nella serie televisiva è interpretato da Jack Whitehall e doppiato da Manuel Meli.

### Shadwell
Il Sergente Shadwell è un anziano scorbutico a capo e unico membro del contemporaneo esercito di cacciatori di streghe; vive in un appartamento fatiscente nutrendosi quasi esclusivamente di tè dolce e latte condensato, inoltre fuma numerose sigarette. Ha un carattere pessimo e sospettoso, credendo fermamente in qualsiasi fenomeno fuori dall’ordinario, ritenendolo opera di una strega o del demonio. Condivide una sorta di rapporto di odio-amore con la vicina, Madame Tracy, che tratta sgarbatamente ma per cui ha anche un insolito lato protettivo verso di lei. Stringe anche un legame con Newton Pulsifer quando si arruola casualmente all’esercito di cacciatori di streghe ed è pagato come informatore umano sia da Azraphel che da Crowley (di cui non conosce la vera natura), senza però avere una buona opinione di nessuno dei due. Provoca accidentalmente il discorporamento di Azraphel dopo averlo sorpreso a parlare con il Metatron, in seguito a ciò si convince di possedere straordinari poteri. Successivamente, quando l’angelo possiede il corpo di Madame Tracy, si unisce a loro per cercare di fermare l’Armageddon, assistendo alla sconfitta dei Quattro Cavalieri dell’Apocalisse e alla dipartita del Metatron, Belzebù e Satana. Scongiurata la fine del mondo, Shadwell si ritira dal proprio incarico accettando l’offerta di Madame Tracy di andare a vivere con lei in un cottage fuori da Londra.
Shadwell appare anche nella serie televisiva ispirata al romanzo. Qui si scopre che conobbe Crowley da giovane, nel 1967, quando il demone progettava di compiere una rapina in chiesa per rubare dell’acqua santa.
È interpretato da Michael McKean e doppiato da Dario Oppido.

### Madame Tracy
Madame Tracy è la vicina di casa di Shadwell, una donna di mezza età che per professione fa l’occultista e prostituta part-time per sbarcare il lunario. Prova un’evidente attrazione per Shadwell, che tratta con molta gentilezza e cortesia, mentre lui appare sempre burbero nei suoi confronti, apostrofandola con appellativi quali “meretrice di Babilonia” nonostante in realtà tenga parecchio a lei. Viene posseduta da Azraphel durante una delle sue sedute spiritiche (nelle quali generalmente finge) e l’angelo convince lei e Shadwell ad aiutarlo a cercare di fermare l’apocalisse, guidando con il motorino della donna fino alla base militare di Tadfield. Assiste all’impedimento della fine del mondo e Adam separa Azraphel da lei, dandogli un nuovo corpo. Successivamente si ritira dai suoi lavori come con Shadwell, offrendogli di trasferirsi in un cottage fuori da Londra assieme.
Nella serie è interpretata da Miranda Richardson e doppiata da Anna Cesareni.

### Pepper
Pippin Galadriel Moonchild, conosciuta principalmente come Pepper, è un’amica di Adam e unico membro femminile della banda dei Quelli, un’undicenne con capelli corti e rossi e la faccia cosparsa di lentiggini. È in grado di scalciare e mordere con “una precisione anatomica inaudita per una ragazzina di undici anni” ed è diventata amica di Adam, Brian e Wensleydale all’asilo, dopo essersi guadagnata il loro rispetto picchiandoli e sconfiggendoli quando questi l’hanno presa in giro per il suo nome. Ha grande capacità nella lotta e nell’azzuffarsi, tanto che nessuno dei Quelli o dei Johnsoniti si arrischia mai a sfidarla; i suoi atteggiamenti sono maschiaccio e poco femminili, sebbene sua sorella minore affermi che qualche volta giochi con una bambola. Sua madre faceva parte di una comunità hippy, salvo poi stufarsi di tale stile di vita e tornare a Tadfield dai genitori iscrivendosi a un corso di sociologia. Pepper ha molta fiducia in Adam e partecipa con entusiasmo a tutti i suoi giochi, mentre prova inizialmente sospetto verso Anatema ritenendola una strega. Come Brian e Wensleydale viene soggiogata dai poteri di Adam quando si risvegliano, ma il ragazzino torna normale dopo essersi accorto di stare spaventando gli amici. Si dirige con i Quelli alla base militare di Tadfield per fermare l’apocalisse ed è la prima a sconfiggere uno dei Quattro Cavalieri, Guerra,combattendola con una spada da lei costruita e resa tale grazie alla sua immaginazione. Una volta sventata la fine del mondo, invita Adam a venire con il resto del gruppo a vedere il circo, sebbene il bambino non possa perché in punizione.
Compare nella serie televisiva ispirata al romanzo; in questa versione l’aspetto è differente, in quanto ha carnagione e capelli scuri, inoltre non viene menzionata sua sorella minore ed ha tendenze attivistiche e femministe. Sconfigge Guerra disarmandola e trafiggendola con la sua stessa spada, passando poi l'arma ai suoi amici affinché la utilizzino per battere a loro volta gli altri Cavalieri.
È interpretata da Amma Ris e doppiata da Lucrezia Marricchi.

### Wensleydale
Wensleydale è un membro dei Quelli e amico di Adam Young. È un ragazzino dai capelli biondi e ondulati che indossa un paio di occhiali dalla montatura nera e dal carattere estremamente serio e maturo. Il suo vero nome è Jeremy, ma tutti lo chiamano per cognome mentre i genitori si rivolgono a lui con l’appellativo “Il Giovanotto”. Viene soggiogato con Pepper e Brian dai poteri da Anticristo di Adam quando essi si manifestano; in seguito, alla base militare, è il secondo a combattere e sconfiggere uno dei Quattro Cavalieri, Carestia, colpendolo con una bilancia da lui costruita immaginandosi sia un’arma.
Wensleydale appare nella serie televisiva; in questa versione è l’ultimo a sconfiggere Carestia, utilizzando la spada di Guerra sottrattole in precedenza da Pepper e venendo aiutato da Dog.
È interpretato da Alfie Taylor e doppiato da Veronica Cuscusa.

### Brian
Brian è un membro dei Quelli e amico di Adam Young. È un bambino di undici anni dal viso ampio e ridente, coperto perennemente da uno strato di sporcizia. È il più entusiasta del gruppo, partecipando sempre alle proposte di Adam qualunque esse siano. Pare non gli dispiaccia battersi in azzuffate scherzose con Wensleydale, mentre teme a battersi con Pepper in quanto non si sente vincolata dalle tacite regole delle zuffe tra amici. Resta soggiogato con Pepper e Wensleydale dai poteri da Anticristo di Adam e, successivamente, partecipa allo scontro con i Quattro Cavalieri dell’Apocalisse sconfiggendo per ultimo Inquinamento, gettandogli addosso dei fili d’erba intrecciati a mo' di corona.
Compare nella serie televisiva ispirata al romanzo; qui ha un aspetto relativamente pulito. È il secondo a sconfiggere uno dei Cavalieri, usando la spada appartenuta a Guerra.
È interpretato da Ilan Galkoff e doppiato da Riccardo Suarez

### Suor Maria Loquace
Una delle suore sataniste facente parte dell’Ordine delle Chiacchierone di St. Beryl; è stata educata fin da piccola al satanismo, dimostrandosi anche una studentessa di sabba brillante e capace, tuttavia ha sempre preferito stare con la testa tra le nuvole piuttosto che applicare realmente la propria brillante intelligenza. Crowley le affida l’anticristo con il compito di scambiarlo con il figlio neonato dell’ambasciatore americano ma, a causa di un equivoco e della sbadataggine di Suor Maria, il bimbo viene affidato all’insaputa di tutti alla coppia degli Young; è colei che consiglia il nome di Adam per il bambino, come riferimento ad Adamo, il primo essere umano (nonché colui che commise il peccato originale). Successivamente allo scioglimento dell’Ordine, Suor Maria cambia nome in Mary Hodges e decide di rompere il voto delle suore per interessarsi alla tecnologia e finanza, convertendo il convento in una villa dove tenere particolari seminari per le imprese permettendo ai partecipanti di combattersi a vicenda con dei proiettili a vernice per soddisfare le proprie frustrazioni e rancori. Undici anni dopo, Azraphel e Crowley fanno ritorno al convento per cercare di rintracciare l’ubicazione dell’Anticristo e si imbattono in Suor Maria, che interrogano senza però ottenere alcuna informazione utile. 
Nella serie televisiva il personaggio viene rappresentato in maniera fedele al romanzo, sebbene la sua storia sia meno approfondita rispetto al libro. È interpretata da Nina Sosanya e doppiata da Daniela Calò.

### Greasy Johnson
Greasy Johnson è il figlio naturale dell’ambasciatore americano; dopo il confusionario scambio di neonati, viene considerato erroneamente come il bambino “di troppo” e consegnato a una coppia di Tadfield. È un bambino estremamente grosso, impacciato e goffo con scarse capacità in ginnastica, la cui unica passione segreta è quella per i pesci tropicali, di cui possiede una collezione che gli ha fatto vincere numerosi premi. Per evitare di diventare vittima di bullismo a causa del suo aspetto, diventa lui stesso un bullo a capo della banda di “Johnsoniti”, acerrimi nemici dei Quelli. Spesso si scontrano contro di loro, seppur in segreto nutrono timore nei confronti di Pepper che picchiò violentemente i membri della banda quando presero in giro i Quelli perché giocavano con una ragazza. E’ paragonando la faida senza fine del proprio gruppo con quello dei Johnsoniti che Adam capisce come Paradiso e Inferno non possano decretare un vero e proprio vincitore tra loro, pertanto rafforzando la sua decisione a rimandare l’apocalisse.
Nella serie televisiva non appare, poiché non viene spiegato cosa succeda al figlio dell’ambasciatore americano dopo lo scambio di bambini. 

### Leslie
Leslie è un Corriere Internazionale; è uomo piccolo e occhialuto in uniforme blu, con ha l’incarico di consegnare ai Quattro Cavalieri dell’Apocalisse i loro oggetti simbolo come segnale per dare l’inizio all’apocalisse. Sposato con una donna di nome Maud, svolge il suo lavoro con grande professionalità e distacco, senza preoccuparsi delle situazioni pericolose in cui si infila pur di portare a termine il proprio incarico, arrivando a suicidarsi come da istruzioni per inviare il messaggio di richiamo a Morte. Con l’impedimento dell’apocalisse e il riassetto del mondo eseguito da Adam, Leslie torna in vita e recupera gli oggetti dei Quattro Cavalieri da Azraphel e Crowley alla base militare.
Compare nella serie televisiva, interpretato da Simon Merrells e doppiato da Pasquale Anselmo.

### Nina
La dirigente di una caffetteria a Soho nei pressi della libreria di Azraphel, con un carattere cinico e realista. Ha una relazione infelice con una donna di nome Lindsay, che pare essere estremamente controllante. Azraphel e Crowley cercano di far avvicinare Nina e Maggie e di farle innamorare per ingannare il Paradiso. Nina partecipa con Maggie ed Azraphale alla difesa della libreria di quest'ultimo quando viene presa d'assalto dai demoni, apprendendo quindi la vera natura di Azraphel e Crowley. Successivamente afferma che non inizierà una relazione con Maggie, in quanto deve ancora riprendersi dalla rottura con Lindsay, sebbene potrebbe farlo in futuro, e incoraggia Crowley a esprimere i suoi veri sentimenti per Azraphel. 
È interpretata da Nina Sosanya.

### Maggie
Una donna sognatrice e idealista che gestisce il fallimentare negozio di dischi di famiglia a Soho. È innamorata di Nina e Azraphel e Crowley, come parte di un piano per ingannare il Paradiso, cercano di farle avvicinare. Quando i demoni di Shax attaccano la libreria di Azraphel, Maggie rimane con Nina per aiutarlo a difendersi; successivamente, accetta di aspettare che Nina si senta pronta ad iniziare una relazione con lei e incoraggia Crowley a esprimere i suoi veri sentimenti per l'angelo.
È interpretata da Maggie Service.

## Cavalieri dell'Apocalisse

### Guerra
Guerra è la prima dei Quattro Cavalieri dell’Apocalisse. Vive nel mondo umano sotto lo pseudonimo di Scarlett (o Rossa), una seducente donna di venticinque anni dai capelli rossi raccolti in trecce che le arrivano ai fianchi e occhi arancioni, che lavora come cronista di guerra, in realtà portando lei stessa conflitto dovunque si trovi. È la prima ad essere richiamata da Leslie il corriere, ricevendo come simbolo una spada fiammeggiante; successivamente si ritrova con i suoi compagni, Carestia, Inquinamento e Morte, per scatenare assieme l’apocalisse. Come gli altri cavalieri, per adattarsi ai tempi moderni è diventata una motociclista che guida una moto rosso fiammante; nonostante il suo aspetto attraente, mano a mano che il suo operato per scatenare la fine del mondo viene messo in atto si imbruttisce fino ad assumere la sua vera forma mostruosa solo apparentemente umanoide. Assieme agli altri Cavalieri affronta Adam quando si rifiuta di adempire al suo ruolo di anticristo ed è la prima ad essere sconfitta da Pepper, che riesce a farla sparire colpendola con la sua arma immaginandosi sia una vera spada. Come affermato da Morte, Guerra non è scomparsa davvero ma è tornata nella mente degli umani dove è sempre stata; la sua spada viene successivamente impugnata da Azraphel quando si prepara ad affrontare Satana con Crowley e, quando l’apocalisse viene evitata, l’angelo la restituisce al corriere.
Compare nella serie televisiva; in questa versione il suo pseudonimo da umana è quello di Carmine Zuigiber e ha gli occhi azzurri invece che arancioni. La spada che impugna è la stessa che Azraphel donò ad Adamo ed Eva al principio dei tempi e viene sconfitta da Pepper.
È interpretata da Mireille Enos e doppiata da Sabrina Duranti.

### Carestia
Carestia è il secondo dei Quattro Cavalieri dell’Apocalisse. Ha l’aspetto umano di un uomo con capelli e barba neri ben curati; come lavoro nel mondo umano si chiama Sable ed è il dirigente di una catena di fast food, ristoranti alla moda e autore di ricette e diete che, in realtà, non hanno nulla di salutare o nutriente con il vero intento di causare il perimento per eccessivo digiuno o mal alimentazione di chi lo segue. Come oggetto simbolico ha una bilancia di ottone che gli viene recapitata da Leslie il corriere per preannunciare l’imminente apocalisse, che cerca di scatenare con gli altri tre Cavalieri causando una guerra nucleare. Mano a mano che l’impresa si compie, il suo aspetto diventa gradualmente più mostruoso e meno umano. È il secondo Cavaliere a essere sconfitto da Wendeslay, che lo colpisce con un oggetto da lui immaginato come un’arma (dal vago aspetto di una bilancia). Come detto da Morte, in realtà Carestia non è davvero scomparsa per sempre ma è tornata nella mente degli uomini.
Compare nella serie televisiva; qui ha l’alter ego di Raven Sable, un affascinante uomo dalla pelle scura; è il terzo Cavaliere a essere sconfitto da Wendeslay con l’aiuto di Dog, ex segugio infernale. Il bambino utilizza in questa versione la spada di Guerra (appartenuta in precedenza ad Azraphel) per far sparire Carestia, trafiggendola.
È interpretato da Yusuf Gatewood e doppiato da Riccardo Scarafoni.

### Inquinamento
Inquinamento è il terzo dei Quattro Cavalieri dell’Apocalisse; ha l’aspetto umanizzato di un ragazzo poco più che ventenne con capelli biondo cenere, occhi grigio chiaro e carnagione pallida. Al contrario di Guerra e Carestia, non ha un vero e proprio impiego nel mondo umano e cambia spesso nome, sempre correlato in qualche modo al bianco. Tende a non farsi notare e svolge diversi lavori di basso profilo, approfittandone per causare più problemi possibili all’ambiente, la cui colpa viene sempre fatta ricadere su qualche umano. Ha sostituito Pestilenza e come oggetto di richiamo ha una corona bianca metallica tempestata di diamanti che, una volta indossata, diventa nera come la pece. Si unisce agli altri Cavalieri per scatenare una guerra nucleare che porti la fine del mondo come voluto dall’apocalisse, perdendo le sue sembianze umane quando si avvicina al compimento dell’impresa. È l’ultimo Cavaliere a essere sconfitto da Brian, che lo colpisce con la sua corona fatta di ciuffi d’erba facendolo tornare nella mente degli umani.
Nella serie televisiva, Inquinamento è di genere non-binario; ha l’aspetto di un giovane dai tratti orientali e gli occhi completamente bianchi con pupille nere. La sua sconfitta avviene per mano di Brian con la spada infuocata appartenuta a Guerra.
Interpreto/a da Lourdes Faberes e doppiato/a da Daniela Calò.

### Morte
Morte è il quarto dei Quattro Cavalieri dell’Apocalisse. Al contrario degli altri, è un’entità onnisciente ed eterna, nonché l’ombra della creazione: pertanto non ha alcun impiego nel mondo umano, agendo esclusivamente in una sorta di limbo raccogliendo le anime dei defunti. Ha le fattezze di uno scheletro vestito di nero e il suo aspetto non muta con l’avvicinarsi della fine del mondo. È l’unico dei Cavalieri a non essere sconfitto dagli amici di Adam poiché, come spiega lui stesso, la sua fine comporterebbe la distruzione del mondo, limitandosi a congedarsi e sparire dopo aver ammesso che, effettivamente, l’apocalisse non può compiersi quel giorno. Possiede un paio di ali neri come la notte più buia, che spiega poco prima di scomparire.
Compare anche nella serie televisiva; in questa versione, dopo che la fine del mondo è stata sventata, appare brevemente al St. James Park dinanzi ad Azraphel e Crowley poco prima che vengano rapiti dalle loro fazioni per essere sottoposti a giudizio.
È doppiato in originale da Brian Cox e in italiano da Edoardo Siravo.

### Pestilenza
Pestilenza era uno dei Quattro Cavalieri dell’Apocalisse, ritiratosi intorno agli anni Venti del Novecento poiché dichiaratosi sconfitto dalla penicillina; il suo posto è stato preso da Inquinamento.

## Entità

### Dio
Dio è un’entità ineffabile, creatrice del mondo. Non appare mai direttamente, ma i vari personaggi lo menzionano spesso, solitamente in maniera indiretta. Azraphel cerca di contattarlo per chiedergli di fermare la fine del mondo, finendo però per parlare con il Metratron, il Suo portavoce ufficiale. È l’autore del Grande Piano, sebbene alla fine viene fatto intendere da Azraphel e Crowley che possieda anche un Piano Ineffabile che ha portato al rinvio della fine del mondo e di cui nessuno è a conoscenza.
Nella serie televisiva, pur continuando a non apparire di persona, Dio è l'onnisciente voce narrante degli eventi della prima stagione. Interagisce direttamente con un solo personaggio, Azraphel, in un flashback dell’inizio dei tempi in cui gli chiede dove sia la spada di fuoco che gli aveva donato.
È doppiato in originale da Frances McDormand e doppiato in italiano da Antonella Giannini.

### Metatron
Il Metatron è un’entità portavoce di Dio, leader delle forze del Paradiso. Non ha una forma concreta ma, quando si palesa sulla Terra, ha l’aspetto di un giovane e bellissimo uomo fatto di fuoco dorato dallo sguardo vuoto e arcigno. Azraphel entra in contatto con lui quando scopre l’ubicazione dell’anticristo sperando di convincerlo a poter fermare l’apocalisse, restando deluso quando l’entità si dimostra interessata solo a vincere la guerra tra Paradiso e Inferno. Successivamente, appare con Belzebù (la sua controparte infernale) per cercare di convincere Adam a scatenare l’apocalisse, finendo però per essere messo a tacere dall’intervento di Azraphel e Crowley che fanno notare come tutto ciò potrebbe far parte del Piano Ineffabile di Dio. 
Nella serie televisiva il suo ruolo è notevolmente dimezzato, poiché il ruolo di leader del Paradiso è preso da Gabriele; ha l’aspetto di un uomo anziano e appare solo nel cerchio di luce quando Azraphel entra in contatto con lui nella libreria.
È interpretato da Derek Jacobi e doppiato da Bruno Alessandro.

### Satana
Satana è il Signore dell’Inferno, Angelo Caduto e l’Avversario; è il vero padre di Adam, che ha mandato sulla Terra con lo scopo di scatenare l’apocalisse al suo undicesimo anno di età. Quando il ragazzino si rifiuta di adempiere al suo scopo, Belzebù informa il suo signore che si accinge a palesarsi di persona, venendo però fermato da Adam prima che possa farlo.
Nella serie televisiva ispirata dal romanzo, Satana riesce ad apparire dopo che Belzebù l’ha informato della ribellione di suo figlio con l’appoggio delle forze del Paradiso. Adam, incoraggiato e sostenuto da Azraphel e Crowley, affronta il padre rinnegandolo per il suo abbandono in tutti quegli anni, costringendolo a ritirarsi.
È doppiato in originale da Benedict Cumberbatch e doppiato in italiano da Alessandro Budroni.

## Personaggi storici e biblici

### Agnes Nutter
Agnes Nutter è una strega vissuta nel XVII secolo; era l’ultima vera strega dell’Inghilterra e autrice de Le Belle e Accurate Profezie di Agnes Nutter, unico libro di profezie davvero corrette mai scritto. Di carattere stoico e fiero, morì arsa sul rogo dal cacciatore di streghe Colui – Che – Non – Commette – Adulterio – Pulsifer, nonostante riuscì a uccidere anche i suoi aguzzini mettendosi sotto la gonna diverse quantità di dinamite e chiodi con i quali fece saltare in aria le persone che assistettero alla sua esecuzione. Successivamente suo figlio John Device ereditò il libro di profezie e i suoi discendenti passarono gli anni a interpretarle; la migliore allieva è stata Anatema Device, la quale è stata incaricata da una profezia di Agnes a sventare l’apocalisse. Gran parte degli eventi della storia sono stati predetti da Agnes; la maggioranza delle sue profezie si riferiscono a propri discendenti o eventi generali riguardanti il mondo, sebbene una riguarda anche Crowley e la sua guida attraverso l’autostrada infuocata a bordo della Bentley. Dopo l’impedimento della fine del mondo, Anatema riceve per posta un altro libro di profezie dell’antenata, ma decide di bruciarlo per poter vivere liberamente senza adempiere continuamente alle aspettative di Agnes. Il volto di quest’ultima viene per un attimo intravisto da Adam Young nel fumo levatosi dal libro di profezie in fiamme e pare gli faccia l’occhiolino prima di sparire per sempre.
Nella serie televisiva è presente un’ultima profezia di Agnes Nutter riguardante Aziraphale e Crowley. I due ne entrano in possesso dopo aver restituito il libro ad Anatema e, riuscendo a interpretarla correttamente, riescono a salvarsi dall’esecuzione ordita contro di loro da Paradiso e Inferno come ripicca per aver fermato l’apocalisse.
È interpretata da Josie Lawrence e doppiata da Angiola Baggi. La Lawrence aveva inoltre già prestato la voce ad Agnes Nutter nell’adattamento radiofonico del romanzo Good Omens.

### Adamo
Il primo uomo creato; commette assieme ad Eva il peccato originale mangiando il frutto dall’albero del bene e del male dopo essere stato tentato dal demone Crowley in forma di serpente, pertanto sono cacciati dall’Eden; Azraphel dona a lui e Eva la propria spada di fuoco affinché possano proteggersi dai pericoli del deserto. Suor Maria Loquace suggerisce con successo il nome Adam per l’anticristo, in suo onore.

### Eva
La prima donna creata; viene tentata dal demone Crowley in forma di serpente affinché mangi una mela dall’albero del bene e del male e spinga Adamo a farlo a sua volta, portando alla loro cacciata dall’Eden. L’angelo Azraphel, impietosito, regala loro la sua spada di fuoco affinché possano proteggersi dai pericoli esterni.

### Shem
Uno dei figli di Noè; Crowley lo richiama cercando di avvertirlo che uno dei due unicorni da condurre sull’arca sta scappando, tuttavia l’animale riesce a fuggire decretando l’estinzione della specie.

### Gesù Cristo
Figlio di Dio, viene crocifisso dagli uomini per i suoi messaggi d’amore riguardo ad amare il tuo prossimo. Alla sua esecuzione assistono Azraphel e Crowley; quest’ultimo sostiene di averlo incontrato in precedenza per mostrargli tutti i regni del mondo in quanto, come falegname della Galilea, non aveva molte possibilità di viaggiare (riferimento alla terza tentazione di Satana rappresentata nei Vangeli per cui il diavolo cercò di convincere Cristo a prostrarsi ai suoi piedi dandogli in cambio tutti i regni del mondo). 
Interpretato da Adam Bond.

### Leonardo da Vinci
Artista e genio vissuto nel Quattrocento; pare fosse in grande confidenza con Crowley, tanto da donargli uno schizzo della sua opera più celebre, la Gioconda, che a suo dire è persino migliore dell’originale in quanto è l’unica versione in cui è riuscito a ritrarre la modella mentre sorrideva. Crowley conserva il dipinto anche nel suo appartamento moderno, usandolo per celare una cassaforte contenente acqua santa.

### William Shakespeare
Celebre drammaturgo e poeta inglese del XVII secolo; Azraphel e Crowley, nel 1601, si incontrano al Globe Theatre durante una rappresentazione di Amleto per discutere del loro patto di mutuo aiuto. Shakespeare è in crisi poiché l’opera è un fallimento e cerca di incoraggiare l’angelo e il demone a partecipare alla recita per incoraggiare l’attore protagonista; prende inoltre spunto da Crowley per una citazione che successivamente utilizzerà nell’opera Antonio e Cleopatra (L'età non può appassirlo, né l'abitudine render stantìe le sue grazie, di varietà infinita). Su richiesta di Azraphel, che apprezza particolarmente lo spettacolo, Crowley compie un miracolo per rendere Amleto un grande successo che lo renderà un capolavoro immortale nella storia.
Interpretato da Reece Shearsmith.

### Jean - Claude
Boia francese autore di 998 esecuzioni di aristocratici durante la rivoluzione francese; si accinge a giustiziare Azraphel, capitato per caso nello scontro e scambiato per un aristocratico a causa dei vestiti che indossa, ma viene fermato nel suo intento da Crowley. Azraphel, subito dopo, si scambia d’abiti con Jean - Claude che viene condotto alla ghigliottina al suo posto.

### Harmony e Glozier
Spie naziste in Inghilterra nel 1941, che contrattano con Azraphel per ottenere libri di profezie per Hitler che possano aiutarlo a vincere la guerra. L’angelo, in realtà, intende farli arrestare ma viene messo alle strette dai due e da una loro complice che cercano di ucciderlo; viene salvato da Crowley, che fa precipitare delle bombe sulla chiesa in cui si trovano, uccidendo i nazisti mentre angelo e demone si salvano grazie a un miracolo compiuto da Azraphel.
I nazisti vengono riportati in vita come zombie dall'Inferno affinché possano smascherare il legame tra Azraphel e Crowley, per poter essere esenti dalla dannazione eterna in cambio. Sebbene riescano nell'intento, Azraphel riesce a usare un trucco per far sparire le prove e i tre vengono condannati a vagare sulla Terra come zombie.
Interpretati da Steve Penmberton (Harmony) e Mark Gatiss (Glozier) e doppiati da Alessandro Budroni (Harmony) e Gianni Bersanetti (Glozier).

### Giobbe
Uno degli uomini più fedeli e, pertanto, favoriti di Dio; quest'ultimo decide, per una scommessa con Satana, di fargli perdere tutti i suoi beni per mettere alla prova la sua fedeltà; Azraphel e Crowley collaborano per la prima volta per salvare i suoi figli.
Interpretato da Peter Davison.

## Animali

### Dog
Dog è il cane di Adam Young; originariamente era un segugio infernale, una creatura mostruosa, feroce e sanguinaria proveniente dall’Inferno il cui scopo è quello di servire e proteggere l’anticristo. Giunto sulla Terra, tuttavia, si adatta ai desideri di Adam e diventa un innocuo cagnolino dedito alla fallimentare attività di caccia dei gatti, perdendo i suoi poteri e la sua natura malvagia e legandosi estremamente con Adam. Si allontanerà come il resto dei Quelli dal bambino quando scatena i suoi poteri di anticristo, tornando in seguito da lui dopo che torna alla normalità. Alla fine della storia aiuta il padroncino a scappare dalla punizione, “fuggendo” dal cortile in cui era rinchiuso e facendosi quindi seguire da Adam.
Nella serie è inizialmente un grosso e feroce cane tenuto recluso nell’Inferno, che diventa successivamente un cucciolo piccolo e pezzato di bianco e nero come desiderato da Adam. Partecipa allo scontro con i Quattro Cavalieri, attaccando Carestia e sconfiggendolo assieme a Wednesdey. 

### Kraken
Mostruosa creatura marina il cui risveglio segna uno degli eventi d'inizio dell'apocalisse. Torna nelle profondità marine dopo che l'Armageddon viene sventato.

## Altri personaggi
- Arthur Young: Il padre di Adam; si tratta del tipico uomo inglese di mezza età, dal carattere pacifico, sornione e tranquillo. Vuole molto bene al figlio, sebbene non esiti a punirlo quando combina qualche guaio, e, come la moglie, non è consapevole che egli sia in realtà l’Anticristo. Compare nella serie televisiva, dove è interpretato da Daniel Mays e doppiato da Luigi Ferraro.
- Deidre Young: La madre di Adam Young, vuole molto bene al figlio nonostante tutti i guai che combini e spesso è accondiscendente nei suoi confronti. Come il marito è all’oscuro della vera natura di Adam come Anticristo, sebbene noti qualche cambiamento nel suo carattere quando si avvicina la data prevista per la fine del mondo. Nella serie televisiva è interpretata da Sian Brooke.
- Warlock Downling: Un bambino di undici anni, figlio naturale dei coniugi Young ma cresciuto per errore dall’ambasciatore americano e sua moglie per un equivoco durante lo scambio di neonati al convento. Passa l’infanzia sotto l’influenza celata di Azraphel e Crowley i quali, credendolo l’anticristo, cercano di impartirgli un’educazione non volta particolarmente né al bene né al male nella speranza che in tal modo non scateni l’apocalisse. Azraphel, Crowley e successivamente l'Inferno realizzano che Warlock non è in realtà l’anticristo quando, per il suo undicesimo compleanno, non viene raggiunto come previsto dal segugio infernale. Appare nella serie televisiva, interpretato da Samson Marracino.
- Thaddeus Downling: È l’ambasciatore degli USA, nonché padre adottivo di Warlock (a sua insaputa) e padre naturale di Greasy Johnson. Non assiste al parto della moglie di persona poiché si trova assieme al presidente degli Stati Uniti, ma resta in contatto con lei tramite una videochiamata. Undici anni dopo, viene inviato con l’inganno alla pianura del Megiddo con la scusa di un servizio per condurre il presunto anticristo nel luogo dove si deve scatenare l’Armageddon, finché le forze infernali non si rendono conto di avere tra le mani il bambino sbagliato. Appare nella serie televisiva, interpretato da Nick Offerman e doppiato da Stefano Alessandroni.
- Harriet Downling: La moglie dell'ambasciatore degli USA; suo figlio naturale viene scambiato alla nascita con il neonato che dovrebbe essere l’anticristo ma, a causa di un errore, le viene consegnato a sua insaputa il figlio degli Young. Appare nella serie televisiva, interpretata da Jill Winternitz e doppiata da Ilaria Egitto.
- R. P. Tyler: Il vicino di casa degli Young e vigilante di quartiere di Tadfield. È un vecchio basso e pasciuto dal carattere scorbutico e scontroso, sempre in cerca di una scusa per poter mandare lettere di protesta alla rivista Advertiser. Prova una profonda avversione per i giovani, in particolare Adam e i Quelli a causa dei guai e scherzi che combinano frequentemente, e diffida di Anatema essendo una nuova arrivata al villaggio. Interpretato da Bill Paterson e doppiato da Gianni Giuliano.
- Brenda Ormorod: Una partecipante alla seduta spiritica di Madame Tracy, che cerca di entrare in contatto con il marito defunto Ron. Quest’ultimo riesce a parlarle grazie ad Aziraphale mediante a Madame Tracy, solo per intimarle di stare zitta dopo essere sempre stato messo a tacere da lei in vita. Interpretata da Jenny Galloway.
- Ron Ormorod: Marito di Brenda, deceduto da qualche tempo. Entra in contatto con la moglie tramite Madame Tracy e Azraphel, riuscendo finalmente a dirle di stare zitta dopo aver passato la vita a farsi mettere a tacere. Doppiato in originale da Johnny Vegas.
- Giles Baddicombe: Un viscido avvocato, incaricato di consegnare ad Anatema e Newt il contenuto della scatola di Agnes Nutter. Quest’ultima, che aveva previsto la sua inopportuna intromissione nell’apertura della scatola con dentro un nuovo libro di profezie, lascia quindi una lettera indirizzata a lui in cui lo minaccia di andarsene oppure sarebbe stata diffusa la sua tresca amorosa con la sua segretaria. Interpretato da Sanjeev Bhaskar.